# Samosąd we Włodowie
Samosąd we Włodowie (także: „lincz we Włodowie”) – samosąd (w postaci pobicia i zabójstwa) dokonany 1 lipca 2005 r. przez mieszkańców wsi Włodowo na nękającym ich recydywiście Józefie Ciechanowiczu (ps. „Ciechanek”). 18 grudnia 2009 r. winni zabójstwa zostali ułaskawieni przez prezydenta Rzeczypospolitej Polskiej Lecha Kaczyńskiego.

## Tło wydarzeń

### Charakterystyka ofiary
Ofiara linczu – Józef Ciechanowicz (ps. „Ciechanek”) urodził się 10 maja 1945 r. w Kondraciszkach. Wychowując się w dysfunkcyjnej rodzinie, już w okresie szkolnym stwarzał poważne problemy wychowawcze, oraz zaniedbywał naukę. W wieku dziecięcym i młodzieńczym zauważono występowanie u niego negatywnych cech osobowościowych, takich jak odrzucanie autorytetów, egoizm, chłód uczuciowy, impulsywność oraz skłonność do agresji. Cechy te miały się pogłębiać w późniejszym okresie jego życia.
W wieku 15–17 lat ze względu na trudną sytuację rodzinną został umieszczony w ośrodku wychowawczym. Rok po jego opuszczeniu popadł w konflikt z prawem, czego efektem był pierwszy wyrok sądowy i pobyt w zakładzie karnym.
Dalszą część życia Ciechanowicza stanowiła głównie seria pobytów w zakładach karnych na terenie całego kraju. W latach 1963–2004 skazywany był 13-krotnie (łącznie na ponad 27 lat pozbawienia wolności), stając się recydywistą. Spośród działalności kryminalnej Ciechanowicza wymienić można między innymi: groźby karalne, kradzieże, włamania, znęcanie się nad rodziną (psychiczne i fizyczne), pobicia, chuligaństwo, napaści z użyciem niebezpiecznych narzędzi (nóż, siekiera) z zamiarem spowodowania ciężkiego lub średniego uszczerbku na zdrowiu, napaści na funkcjonariuszy policji.
Jako osadzony Ciechanowicz sprawiał ogromne problemy w zakładach karnych, przez co wielokrotnie był karany dyscyplinarnie. Nie podporządkowywał się więziennemu rygorowi oraz przejawiał agresję wobec funkcjonariuszy służby więziennej, wychowawców, lekarzy oraz współosadzonych (w tym dopuszczał się pobić). Wielokrotnie podejmował również głodówki.
Na podstawie badań psychiatrycznych, w wieku około poborowym Ciechanowicz został zwolniony z odbywania zasadniczej służby wojskowej, a w związku z popełnianymi przestępstwami był później wielokrotnie poddawany kolejnym badaniom psychiatrycznym. W opinii biegłych sądowych psychiatrów Ciechanowicz nie cierpiał na aktywne choroby psychiczne ani niedorozwój umysłowy, przez co nie kwestionowano jego poczytalności. Wskazywano jednak na występowanie u niego ograniczonych zaburzeń osobowości (w postaci charakteropatii) oraz nieznacznych zmian organicznych w centralnym układzie nerwowym. Ciechanowicz był również osobą uzależnioną od alkoholu, co miało istotny wpływ na jego zachowanie. W czasie odbywania kary w 2003 r. zdiagnozowano u niego silne zaburzenia osobowości typu dyssocjalnego (permanentne lekceważenie i łamanie norm społecznych, niezdolność utrzymywania trwałych relacji, brak empatii, impulsywność, agresywność, bezwzględność, brak poczucia winy) i skierowano na oddział terapeutyczny dla skazanych z zaburzeniami psychicznymi lub upośledzonymi psychicznie, celem podjęcia leczenia (które nie przyniosło rezultatów).

### Relacje ofiary z mieszkańcami Włodowa
Historia zatargów Józefa Ciechanowicza z mieszkańcami Włodowa sięgała na wiele lat wstecz przed kulminacyjnym momentem, jakim stało się jego zabójstwo. Skonfliktowany był on z niemal całym swoim otoczeniem, a jego relacje z mieszkańcami wsi opierały się głównie na niechęci, nienawiści i strachu. Mimo iż nie zamieszkiwał on na stałe we Włodowie, był tam jednak częstym gościem, a jego wizyty prowadziły do wytwarzania kolejnych antagonizmów. Spowodowane było to jego agresywnym zachowaniem, połączonym z częstym nadużywaniem alkoholu, przejawiającym się groźbami, zastraszeniami, wymuszeniami i pobiciami. Atmosferę zagrożenia wśród mieszkańców potęgował dodatkowo fakt, iż Ciechanowicz często przemieszczał się po wsi z niebezpiecznymi narzędziami (np. nóż, siekiera), z których używania w bójkach był znany. Według niektórych niepotwierdzonych relacji mieszkańców, wobec Ciechanowicza już wcześniej stosowano działania noszące znamiona samosądów, w czasie których dochodziło do jego pobicia.

#### Sytuacja przed samosądem
W okresie bezpośrednio przed zabójstwem, konflikt pomiędzy Ciechanowiczem a mieszkańcami Włodowa rozgorzał na nowo.
Po opuszczeniu zakładu karnego we wrześniu 2004 r. zamieszkał on wraz ze swoją konkubiną w pobliskim Brzydowie. Tam regularnie psychicznie i fizycznie znęcał się nad kobietą, o czym wiedziała jej córka Jadwiga Rybak (spokrewniona z przyszłymi zabójcami Ciechanowicza – braćmi Winkami). Gdy po jednej z awantur w maju 2005 r. konkubina Ciechanowicza w wyniku odniesionych obrażeń została hospitalizowana, policja wszczęła przeciwko niemu nową sprawę, a pokrzywdzona wyprowadziła się do córki mieszkającej we Włodowie.
Po rozstaniu z konkubiną (co wiązało się z utratą dostępu do jej dochodów w postaci renty), Ciechanowicz zaczął coraz częściej pojawiać się we Włodowie, nachodząc pokrzywdzoną oraz jej rodzinę. Wiązało się to z wielokrotnymi groźbami (w tym o pozbawieniu życia) oraz zastraszaniem (także przy użyciu noża). Z czasem sytuacja eskalowała do przemocy fizycznej: 29 czerwca w czasie jednej z awantur Ciechanowicz uderzył butelką w głowę Jadwigę Rybak, po czym zbiegł przed przyjazdem wezwanej na miejsce policji; natomiast 30 czerwca, na dzień przed samosądem, zaatakował na ulicy jej syna, w wyniku czego doszło do szarpaniny.

## Przebieg wydarzeń

### Wydarzenia poprzedzające
Rankiem 1 lipca 2005 r. Ciechanowicz znajdując się pod wpływem alkoholu kolejny raz pojawił się we Włodowie, zachowując się przy tym agresywnie (wykrzykiwał groźby, przemieszczając się po wsi z nożem). Około godziny 17 nadal pijany Ciechanowicz napotkał Jadwigę Rybak udającą się do domu rodziny Winków. Podążył za nią, a po wtargnięciu na posesję wywołał awanturę z mieszkającym tam Tomaszem Winkiem, w czasie której Jadwiga Rybak uciekła do swojego domu. Pod groźbą wyrzucenia siłą Ciechanowicz oddalił się, jednak już po kilku minutach powrócił, ponownie wdając się w kłótnię z gospodarzem, który ostatecznie kopnął go w krocze i wyrzucił za ogrodzenie.
Po kilku minutach Ciechanowicz po raz kolejny wtargnął na posesję, tym razem uzbrojony w 25–30 cm tasak, wymachując nim i grożąc domownikom śmiercią. Gdy zbliżył się do Tomasza Winka, ten uciekł ze schodów swojego domu na podwórko, chwytając leżący tam kij w celu obrony przed napastnikiem.
W toku starcia obaj mężczyźni znaleźli się po pewnym czasie na drodze przed domem. Winek cały czas próbując przepędzić napastnika i wytrącić mu broń z ręki, w pewnym momencie potknął się i przewrócił. Zostało to wykorzystane przez Ciechanowicza, który wymierzył cios tasakiem w głowę leżącego. Temu udało się jednak w porę osłonić ręką, czego skutkiem była rana ramienia. Przed dalszymi ciosami Winek został ocalony przez obserwującego całą sytuację sąsiada, który gdy starcie przeniosło się na drogę, ruszył na pomoc i zdążył przy pomocy sztachety wytrącić Ciechanowiczowi tasak z ręki. W tej sytuacji napastnik zaczął uciekać, zabierając jednak po drodze tasak i grożąc przy tym, że wróci i zabije członków obu rodzin (zarówno Winków, jak i ich sąsiadów).
Po ucieczce Ciechanowicza, niezwłocznie zawiadomiono o całej sytuacji policję i poproszono o interwencję. Odbierający telefon policjant oświadczył jednak, że nie wyśle na miejsce radiowozu, ponieważ bierze on już udział w innej interwencji. Poprzestał na pouczeniu, o możliwości ponownego zgłoszenia na policję, gdyby napastnik powrócił, nie podejmując jednocześnie żadnych innych kroków w tej sprawie.
W związku ze zignorowaniem zgłoszenia telefonicznego, w godz. 17:30–18:00 małżeństwo Winków udało się do komisariatu w Dobrym Mieście, celem osobistego ponowienia zawiadomienia. Na miejscu dyżurny policjant zbagatelizował całe zajście oraz obrażenia pokrzywdzonego, stwierdzając iż załoga komisariatu jest zbyt nieliczna i zajmuje się „ważniejszymi sprawami”, a on sam jest zmęczony. Następnie pouczył zgłaszających, aby najpierw udali się do szpitala, a potem wrócili.
Po zszyciu i opatrzeniu ran na pogotowiu, małżeństwo wróciło na komisariat, a ich relacji wysłuchał inny policjant. Ten również zbagatelizował zajście, nie decydując się na podjęcie żadnych działań wobec Ciechanowicza, jednocześnie nie sporządzając protokołu oraz nie kopiując karty z pogotowia dotyczącej obrażeń. Policjant pouczył jedynie pokrzywdzonych, iż mogą założyć przeciwko Ciechanowiczowi sprawę cywilną oraz jeśli sytuacja się powtórzy ponownie powiadomić policję, która „o ile będzie to możliwe” interweniuje. Na komisariacie z ust policjanta padło również stwierdzenie, iż „są gorsze sprawy, a tu cała wieś nie da rady jednemu mężczyźnie”, co mogło zostać uznane za zachętę do „wzięcia sprawy w swoje ręce”.

### Samosąd
Po godzinie 18 małżeństwo Winków powróciło do domu, gdzie zdało relację mieszkańcom wsi o nieskutecznych próbach zainteresowania sprawą policji, wyrażając wątpliwość czy jej ponowne wzywanie odniesie jakikolwiek skutek. Około godziny 19 w pobliżu posesji ponownie pojawił się Ciechanowicz, grożąc zgromadzonym w okolicy mieszkańcom śmiercią, podkreślając również, iż zabije znajdujące się tam dzieci (w tym czasie na podwórku posesji bawił się 4-letni syn Winków oraz dzieci sąsiadów).
Dalszy przebieg wypadków, jak i liczba faktycznie uczestniczących w nich osób, były jednak trudne do ustalenia i do dziś pozostają niepewne, ze względu na różnice w zeznaniach, niechęć potencjalnych świadków do współpracy z prowadzącymi śledztwo, jak i wykazywaniem przez nich solidarności z późniejszymi oskarżonymi. Dalszy ciąg wypadków został przedstawiony za najbardziej prawdopodobną wersją przyjętą przez sąd w trakcie procesu.
Ponowne przybycie Ciechanowicza oraz charakter jego gróźb wywołały wśród zgromadzonych agresję. Mężczyźni zgromadzeni na podwórku posesji Winków chwycili kije i zaczęli zmierzać w jego kierunku. Wobec takiego obrotu sytuacji, Ciechanowicz zaczął uciekać, a mieszkańcy rozpoczęli pościg, do którego spontanicznie dołączały kolejne osoby. Podczas gdy większość osób goniła Ciechanowicza pieszo, Tomasz Winek oraz Rafał W. uzbrojeni w kij i łom wsiedli do samochodu i pojechali za uciekającym, który zdołał w tym czasie oddalić się już na odległość 200–300 m. Po drodze do samochodu wsiadł również sąsiad Winka uzbrojony w młotek. W tym samym czasie za uciekającym ruszył również drugi samochód z zamiarem przecięcia drogi jego ucieczki.
Ciechanowiczowi udało chwilowo ukryć się przed pościgiem w przydrożnych krzakach. Niebawem został jednak dostrzeżony przez jadących pierwszym samochodem, co poskutkowało kontynuowaniem pogoni, tym razem pieszo przez pola. Sąsiad Winka pozostał przy samochodzie, on zaś chwycił pióro resora i razem z Rafałem W., dalej uzbrojonym w łom, podążyli za Ciechanowiczem. Rafałowi W. udało się dogonić ofiarę i uderzyć ją łomem w nogę, w odpowiedzi na co Ciechanowicz odwrócił się i zaczął wymachiwać nożem, co chwilowo powstrzymało napastnika. W tym czasie Tomasz Winek rzucił w niego resorem jednak nie trafiając, jednocześnie wzywając na pomoc swoich braci – Krzysztofa i Mirosława Winków, którzy w tym momencie pracowali nieopodal przy naprawie drogi. Ciechanowicz kontynuował ucieczkę, a do pościgu dołączyli dwaj bracia uzbrojeni w szpadle.
W ostatniej fazie pościgu Ciechanowicz wbiegł do wąwozu porośniętego zagajnikiem. Tam pierwsi dopadli go Mirosław i Krzysztof Winkowie, atakując go szpadlami i powalając na ziemię. Bracia zaczęli kopać oraz uderzać szpadlami leżącą ofiarę po całym ciele (w tym w okolice głowy). Niebawem na miejsce dobiegli Tomasz Winek i Rafał W. (przy czym ten ostatni zaczął krzyczeć, aby nie bić ofiary po głowie, obawiając się, iż może to zakończyć się jej śmiercią). Następnie Tomasz Winek wziął od jednego z braci szpadel i zaczął nim wielokrotnie uderzać w głowę Ciechanowicza, po czym podniósł upuszczony przez niego nóż i zadał co najmniej jeden cios w okolice jego głowy/barku. Efektem działań sprawców była śmierć Ciechanowicza.
Pomiędzy zabójstwem Ciechanowicza a przyjazdem policji (ok. 2 godzin) na miejsce zbrodni przychodzili okoliczni mieszkańcy. Doszło tam również do znieważenia zwłok (uderzanie kijami), co udowodniono jednak tylko Stanisławowi M. i Wiesławowi K. Około 20:45 we Włodowie pojawił się patrol policji, który został poinformowany przez Jadwigę Rybak oraz sąsiada Winków, iż Ciechanowicz został pobity, leży w zagajniku i może potrzebować pomocy. Wezwany wkrótce na miejsce lekarz potwierdził zgon Ciechanowicza.
Na podstawie późniejszej autopsji stwierdzono, że w chwili śmierci Ciechanowicz próbował się bronić, zasłaniając się rękoma, a zadawane mu ciosy wykonywane były z dużą siłą. Wśród obrażeń wymieniono między innymi:
- liczne rany tłuczone i rąbane głowy[29],
- liczne wieloodłamowe złamania kości (w tym czaszki)[29],
- liczne stłuczenia, wymiażdżenia i rozerwania tkanki mózgowej[29].

Bezpośrednią przyczyną śmierci było uszkodzenie mózgu w wyniku urazu zadanego tępym lub tępokrawędzistym narzędziem, co spowodowało zgon w ciągu kilkudziesięciu sekund.

## Śledztwa i procesy

### Sprawa zabójstwa, pobicia i znieważenia zwłok
Po stwierdzeniu zgonu Ciechanowicza, miejscowa policja rozpoczęła czynności dochodzeniowo-śledcze, jednocześnie ściągając posiłki z Olsztyna. W nocy z 1 na 2 lipca rozpoczęto aresztowania mieszkańców Włodowa, wobec których istniały podejrzenia, iż mogą być zamieszani w sprawę. Starano się przy tym jednak nie podsycać panującego we wsi wzburzenia, w obawie przed wybuchem zamieszek. Mieszkańcy otwarcie wyrażali solidarność z zatrzymanymi, czego wyrazem było powołanie „komitetu pomocy zatrzymanym” w celu zebrania środków na ich obronę. Ponadto 67 mieszkańców złożyło na policji oświadczenia, w których oceniali ofiarę zabójstwa w skrajnie negatywny sposób, podkreślając, iż stanowiła ona zagrożenie dla otoczenia. Policja napotkała również opór we współpracy potencjalnych świadków, którzy nie chcieli pogrążać możliwych uczestników zdarzenia.
Prowadząca śledztwo policja popełniła ponadto szereg zaniedbań w trakcie zbierania materiału dowodowego. Przede wszystkim nie zabezpieczono obszaru otaczającego miejsca znalezienia zwłok, na którym rozgrywały się wydarzenia – trasa pościgu, miejsce wejścia i wyjścia podejrzanych na miejsce zbrodni itp. – przez co osoby postronne systematycznie zadeptywały ślady. Nie zabezpieczono również śladów na potencjalnych narzędziach zbrodni, przez co nie można było włączyć z nich śladów krwi i próbek DNA do materiału dowodowego.
W toku śledztwa wyłoniono podejrzanych: Krzysztofa, Mirosława i Tomasza Winków (o zabójstwo), Rafała W. (o udział w pobiciu), Stanisława M. i Wiesława K. (o znieważenie zwłok). Według prokuratury liczba osób biorących udział w samosądzie była jednak prawdopodobnie większa niż faktycznie udało się udowodnić – tyczy się to zarówno okoliczności pobicia, zabójstwa i bezczeszczenia zwłok.
Podejrzani o pobicie i zabójstwo zostali zwolnieni z aresztu 7 listopada 2005 r. decyzją prokuratora.
W pierwszym procesie prokurator Dagmara Kuspiel wniosła o wymierzenie wobec trzech oskarżonych o zabójstwo Józefa Ciechanowicza braci Krzysztofa, Mirosława i Tomasza Winków, kar po 10 lat pozbawienia wolności. Dla Rafała W., oskarżonego o pobicie pokrzywdzonego z użyciem niebezpiecznego narzędzia oskarżyciel zażądał roku pozbawienia wolności, a dla oskarżonych o znieważenie zwłok Stanisława M. i Wiesława K. po sześć miesięcy pozbawienia wolności.
23 października 2007 r. Sąd Okręgowy w Olsztynie skazał trzech oskarżonych Krzysztofa, Mirosława i Tomasza Winków na karę 2 lat pozbawienia wolności z warunkowym zawieszeniem jej wykonania na trzy lata. Z kolei Rafał W. został skazany na karę roku pozbawienia wolności z warunkowym zawieszeniem jej wykonania na trzy lata, a Stanisław M. i Wiesław K. zostali skazani na kary po sześć miesięcy pozbawienia wolności z warunkowym zawieszeniem jej wykonania na trzy lata. Prokurator złożył apelacje w części dotyczącej kwalifikacji i wymiaru kary.
27 marca 2008 r. Sąd Apelacyjny w Białymstoku uchylił wyrok pierwszej instancji i przekazał sprawę do powtórnego rozpoznania. Sąd drugiej instancji uznał, że Sąd Okręgowy dopuścił się błędów w ustaleniach faktycznych, m.in. miejsca znalezienia zwłok, stanu zmarłego po pobiciu przez oskarżonych braci. Sąd wyraził również wątpliwość (w związku z pominiętymi dowodami świadczącymi przeciwko oskarżonym) co do celu działania skazanych za znieważenie zwłok.
15 lipca 2008 r. rozpoczął się ponowny proces oskarżonych o samosąd. 15 stycznia 2009 r. Sąd Okręgowy w Olsztynie skazał uczestników zdarzenia:
- Krzysztofa, Mirosława i Tomasza Winków, jako głównych oskarżonych o zabójstwo – na karę 4 lat pozbawienia wolności (przy zastosowaniu nadzwyczajnego złagodzenia kary),
- Rafała W. za udział w pobiciu – na karę roku pozbawienia wolności z warunkowym zawieszeniem jej wykonania,
- Stanisława M. i Wiesława K. za bezczeszczenie zwłok – na karę 6 miesięcy pozbawienia wolności z warunkowym zawieszeniem jej wykonania.

19 czerwca 2009 r. Sąd Apelacyjny utrzymał ten wyrok w mocy.
18 grudnia 2009 r. Prezydent RP Lech Kaczyński, w związku z prośbą skazanych za zabójstwo we Włodowie, podpisał akt łaski wobec braci Winków.
1 września 2010 r. Sąd Najwyższy w Warszawie ostatecznie zakończył postępowanie sądowe przed polskim wymiarem sprawiedliwości w tej sprawie, oddalając kasacje obrońców skazanych, którzy wnosili o przekazanie sprawy do ponownego rozpoznania przez sąd I instancji. W mocy pozostał tym samym wyrok Sądu Apelacyjnego w Białymstoku. Wcześniejszą decyzją Lecha Kaczyńskiego w ramach ułaskawienia wykonanie kar pozbawienia wolności warunkowo zawieszono skazanym za zabójstwo na okres 10 lat próby.

### Sprawa niedopełnienia obowiązków służbowych
Po zabójstwie Ciechanowicza, Komenda Wojewódzka Policji w Olsztynie rozpoczęła bezzwłoczne śledztwo celem wyjaśnienia i oceny postępowania policjantów z Dobrego Miasta, ze względu na możliwość dopuszczenia się przez nich naruszenia dyscypliny służbowej. Postępowanie zaowocowało postawieniem w stan oskarżenia dwóch policjantów:
- A. J. pełniącego dyżur operacyjny w dniu 1 lipca 2005 r. o niedopełnienie obowiązków służbowych w związku z nieprzyjęciem zawiadomienia o przestępstwie od małżeństwa Winków[42],
- B. S. realizującego zadania służbowe dyżurnego o niedopełnienie obowiązków służbowych w związku z nie skierowaniem patrolu na interwencję mimo zgłoszenia mu przez małżeństwo Winków takiej potrzeby, informowaniu o poczuciu zagrożenia i widocznych obrażeniach pokrzywdzonego[43].

Postępowanie wykazało również szereg poważnych nieprawidłowości w funkcjonowaniu komisariatu w Dobrym Mieście, wśród których można wymienić między innymi: poważne braki kadrowe (do dyspozycji komisariatu dostępny był tylko jeden patrol zmotoryzowany), złe warunki pracy i problemy w jej organizacji, przepracowanie i braki w wyszkoleniu funkcjonariuszy, problemy techniczne w funkcjonowaniu centrali telefonicznej (np. przekierowywanie zgłoszeń do komisariatu z innych rewirów, co nadmiernie obciążało dyżurnego).
Sąd Rejonowy w Olsztynie uznał obu policjantów winnymi zarzucanych im czynów i skazał ich na karę 6 miesięcy pozbawienia wolności z jej warunkowym zawieszeniem na okres 2 lat. Ponadto oskarżonym wymierzono karę grzywny po 1000 zł.

## Szykanowanie sprawców przez policję
W styczniu 2012 r. bracia Winkowie zostali ponownie zatrzymani przez miejscową policję w związku z zaginięciem jednego z mieszkańców wsi. Zostali tam przesłuchani w charakterze świadków i zwolnieni bez postawienia zarzutów po 48 godzinach. Według zatrzymanych podczas przesłuchania byli oni zastraszani przy użyciu pistoletu i pałki, oraz nie zezwolono im na kontakt z adwokatem. Ze względu na możliwość przekroczenia uprawnień przez policjantów w sprawie tej zostało wszczęte śledztwo, które zostało umorzone ze względu na brak dowodów mogących potwierdzać wersję zatrzymanych. Sąd Okręgowy w Olsztynie uznał jednak samo zatrzymanie za bezpodstawne, przyznając braciom odszkodowanie.

## Odniesienia w kulturze
- Wydarzenie stało się kanwą dla polskiego filmu Lincz z 2010 r.[47]
- Samosąd został również ukazany w serialach Pitbull (odc. 19) oraz Kryminalni (odc. 49).